# Decile a Mario que no vuelva
Decile a Mario que no vuelva es un documental uruguayo de 2007 dirigido por Mario Handler. Filmado en Uruguay, Suecia, Alemania e Israel, y a través de entrevistas a distintos actores del Uruguay de la época, como Henry Engler, Mauricio Rosencof, Daniel García Pintos y Carlos Liscano, entre otros, el documental describe la sociedad uruguaya posdictadura.

## Premios
- Premio del público en Documenta, Madrid (2008).
- Mejor documental en el Festival Internacional de Cine de Derechos Humanos, Santiago del Estero (2008).